# Komlosaurus
A Komlosaurus carbonis a Mecsek feketekőszénbányáiban és azok meddőhányóin megtalált lábnyomfosszíliáiról ismert dinoszaurusz faj. A Kordos László által 1983-ban leírt őshüllő Magyarország első dinoszaurusz-leleteként ismert. A magyar paleontológus által Komlosaurus carbonis névre elkeresztelt lábnyomok tulajdonosainak egyetlen csontja sem került elő sem akkor, sem azóta.

## Felfedezése és elnevezése
Az első dinoszaurusz-lábnyomokra Wein György, a Magyar Állami Földtani Intézet geológusa talált rá 1966-ban, a mecseki Pécs-Vasas kőszénbányájának alsó-jura korú rétegeiben. A felfedezésről elsőként Tasnádi Kubacska András számolt be 1967-ben az Élet és Tudomány hasábjain. Ezt követően hosszú ideig, 14 évig nem kerültek elő újabb lábnyomleletek, mígnem 1980-ban a komlói Zobák-akna területén meddőleválasztás során újabb nyomra bukkantak. Ennek alappéldánya a Földtani Intézetbe, fedőpéldánya pedig a Komlói Múzeumba került.
A Wein-féle példány (egy asztallap nagyságú, több mázsás tömb) mindeközben erősen megsérült, a rajta található három lábnyomból kettő megsemmisült, a restaurátor csupán egyet tudott megmenteni. A tömbről Szőke L. preparátor szerencsére még mindezek előtt készített egy másolatot, mely azóta a Magyar Természettudományi Múzeum Föld- és Őslénytárában található. A sérült tömb homokkőlapjai közül azonban 1981 tavaszán több rétegből további öt lábnyom került elő. A rendelkezésre álló szegényes, hasonló korú lábnyomok összehasonlító vizsgálata alapján a komlói és pécs-vasasi leleteket Kordos László új alakként Komlosaurus carbonis néven írta le 1983-ban. A nemzetségnév Komló városára, a fajnév pedig a kőszénre utal.
A lábnyomok pontosabb megismeréséhez az 1988-as év felfedezései adták a legnagyobb löketet. Ebben az évben az Eötvös Loránd Tudományegyetem geológus hallgatói és oktatói (Hips Kinga, Nagy Ágoston, Pataki Zsolt, valamint Józsa Sándor és Szakmány György) nyári terepgyakorlatuk során további lábnyomokat találtak a Pécsbánya határában működött Karolina-völgyi kőszénkülfejtés alsó-jura rétegeiben. Ezúttal azonban nem szórványleletekről volt szó: egy hatalmas kőtömb felületén több száz lábnyom került elő. A Mecseki Kőszénbányák és a Nemzeti Múzeum munkatársainak segítségével mintegy 75 m²-es felületet tártak fel, melyen több mint 350 lábnyomot azonosítottak. További érdekesség, hogy e felfedezéstől függetlenül, mégis azokkal csaknem teljesen egy időben a pécs-vasasi külfejtésben a Földtani Intézet munkatársai is hasonlóan komoly felfedezést tettek, melynek eredményeként egy kb. 100 m²-es sziklafelületen 110 lábnyomot tártak fel.

## Az osztályozás bizonytalansága
A fosszilis lábnyomok kutatása egy igazán sok bizonytalanságot hordozó tudományterület. A lábnyomok megmaradása ugyanis számos tényezőtől függhet:
- a nyomot hordozó állat mozgásának sebessége, iránya (és a talaj egyenetlenségeinek hatása);
- a nyomot őrző üledék fizikai tulajdonságai;
- és nem utolsó sorban azok az események, amelyek a lábnyom keletkezésétől annak sok millió évvel későbbi megtalálásáig történnek.

Ezen tényezők valamelyike (sőt, akár több tényező együttesen) általában befolyásolja a nyomok megőrződését és bizonyos tényezők esetében ez sokszor vezet különböző alakú nyomokhoz. Fontos azonban leszögezni, hogy bizonyos, a lábnyomokon mérhető paraméterek nagyjából állandónak vagy csak igen szűk határok között változónak tekinthetők (pl. az ujjlenyomatok egymáshoz viszonyított hossza és az azok közti szögek értéke vagy az ujjlenyomatok vastagsága).
A '80-as évek végén és a '90-es évek elején talált lábnyomok a külföldi nyomfosszília-kutatók figyelmét is felkeltették, s többen tanulmányozták is a nyomokat. Gerard Gierlinski lengyel paleontológus 1996-os publikációjában arra a következtetésre jutott, hogy a mecseki lábnyomok nem a Komlosaurushoz, hanem a már régóta ismert Grallatorhoz és a Kayentapus soltykovensis fajhoz sorolhatók. Az 1988-ban felfedezett leletegyüttest azonban ezt követően annak újbóli összerakásáig senki nem tanulmányozta részletesebben.
A 2010-es évek elején a leleteket Ősi Attila paleontológus és kutatócsoportja kezdte ismét tanulmányozni. Vizsgálataik során nem csak arra mutattak rá, hogy az 1988-as leletegyüttes nyomainak morfológiája megegyezik az 1983-ban leírt Komlosaurus carbonis nyomaival, hanem arra is, hogy a Komlosaurus vékony ujjú, már-már madárszerű nyomai sok tekintetben eltérnek a Grallator, Eubrontes és Kayentapus nemekbe sorolt nyomoktól. mindezek mellett erős hasonlóságot véltek felfedezni (mind méretben, mind morfológiailag) az USA keleti felén található Newark-medence klasszikus lelőhelyeinek Platypterna-, Sauroidichnites- és Sillimanius-nyomaival. Sajnos, mivel ezeknek a több mint 150 évvel ezelőtt publikált fajoknak a modern revíziója még nem történt meg, egyelőre nem lehet egyértelműen kijelenteni, hogy a mecseki Komlosaurus nyomai esetleg valamelyik észak-amerikai faj nyomainak tekinthetők-e (ebben az esetben a Komlosaurus név érvényét vesztené).

## Feltételezhető életmódja
Az 1988-ban felfedezett lábnyomos kőzetfelszínek vizsgálata több dologra is rávilágított. A több száz lábnyom ugyanis jól látható csapásokba, lábnyomsorozatokba rendeződött, ami alapján joggal feltételezhető, hogy a Komlosaurus kisebb-nagyobb csapatokban mozoghatott. A lábnyomok vizsgálata során az is bebizonyosodott, hogy a Komlosaurus két lábon járó, a Hüllőmedencéjű (Saurischia) dinoszauruszok közé tartozó faj lehetett. Mellső végtagjai csökevényesek, vagy legalábbis méretükben jóval kisebbek lehettek, járás közben hosszú, izmos farkukkal egyensúlyozhattak. Mindezek alapján - bár korábban sokáig növényevőnek tartották - valószínűsíthetően ragadozó (esetleg dögevő illetve halevő) életmódot folytathatott.
A lábnyomok mérete, az eltérő lábak lépésköze és az azonos lábak lépéstávolsága, valamint a lépésszög alapján megbecsülhető a medencerégió magassága, melyből a testmagasság is jó közelítéssel kiszámítható. Ennek a lapján a Komlosaurus viszonylag kis termetű lehetett, magassága csupán az 1,5-2 métert érhette el.
E paraméterek alapján nem csak a testmagasság, de a nyomokat hátrahagyó állat sebessége is jó közelítéssel kiszámítható. Ősi Attila és kutatócsoportja a legnagyobb, összefüggően megmaradt lábnyomos kőzetfelszínen összesen 21 lábnyomsorozatot különített el. Az e sorozatokat hátrahagyó állatok sebessége számításaik alapján 6 és 14 km között lehetett óránként. Ezek az értékek összhangban vannak az azonos lábak által hagyott nyomok távolságával, miszerint ha ez a távolság nagyobb, értelemszerűen hosszabb a lépésköz és az állat sebessége is nagyobb. Összehasonlításképpen, egy tempósan gyalogló ember sebessége kb. 5 km óránként. A mecseki dinoszauruszok tehát tempósan szaladtak, galoppoztak végig azon az egykori vizes, homokos tengerparti fövenyen és mocsaras tengerparti erdőben, amely mintegy 200 millió évvel ezelőtt, valahol Európa akkori déli peremén létezett.

## AKomlosaurusnapjainkban
Egy állat kinézetét elképzelni pusztán a lábnyomai alapján meglehetősen nehéz feladat. A Komlosaurus újbóli testet öltésére ezért hosszú évekig kellett várni. Elsőként 2006-ban, a Pécsi tévétorony-ban létesített kiállítás formálta a dínót szoborrá, addig csupán a lábnyomait állították ki a pécsi Janus Pannonius Múzeumban és a Komlói Múzeumban. A szobor elsősorban a gyerekek számára, a tudományos népszerűsítés jegyében készült, s Szász István pécsi marketing szakember nevéhez kötődik, aki meglátta benne a fantáziát, és létrehozta az "Érdekességek a Mecsek történetéből" című kiállítást. A kilátó presszó szintjén kialakított installáció azóta népszerű látnivaló, amivel a média is egyre gyakrabban foglalkozik.
Az 1988-ban a Karolina-völgyi külfejtésben felszedett kőzetlapok a Magyar Természettudományi Múzeum állandó kiállításában kerültek újbóli összerakásra 2011-ben, melyet egyúttal egy új Komlosaurus szoborral is látványosabbá tettek. A szobrot Pecsics Tibor, az ELTE biológus hallgatója készítette, messzemenően figyelembe véve a paleontológia addigi eredményeit is.
A legújabb Komlosaurus szobor a dinoszaurusz névadó városában, Komlón került elhelyezésre a József Attila Városi Könyvtár és Muzeális Gyűjteményben 2017-ben kialakított 'A mecseki Jurassic Park és a Komlosaurus" c. új, állandó természettudományi kiállításban. Készítője ugyancsak Pecsics Tibor volt, s az állat megjelenésén már az elmúlt évek új paleontológiai ismeretek is tükröződnek.

## Egyéb
200 millió évvel ezelőtt, a Pécs és Komló közt hullámzó tengerpart mocsaras erdőiben és a partközeli édesvízi lapályokban dinoszauruszok éltek. A több ezer ősnövény maradványai tanúsítják, hogy a láperdő páfrányai, a fenyőfélék fái, és cserjéi bőséges táplálékforrást jelentettek a növényevő állatok számára. A páfrányfélék hatalmas erdőségeket alkottak, így a földi légkör oxigéntartalma magasabb volt a mainál, megkönnyítve a rekeszizommal nem rendelkező dinoszauruszok légzését. A mecseki tengerpart sekély vizű, tengeri élővilágban szegény, bűzös, mocsaras táj volt. A buja növényzet csak kisebb testű hüllőket tudott eltartani, melyek a viszonylag kis „Mecsek szigeteken” szaporodhattak. A szénbányászat során megkövesedett tojások is előkerültek.
A mai Magyarország területéről a 2000-es évek elejéig csak a mecseki kőszénbányákban sikerült biztosan kimutatni a dinoszauruszok előfordulását. Kordos a felfedezéseket így értékelte 1989-ben: „Az 1988-ban felfedezett, több száz dinoszaurusz-lábnyom jelenleg a világ leggazdagabb ilyen leletegyüttese”.
A Komlosaurus a dinoszauruszok addig ismeretlen faját képviselte, felfedezése ezért igazi szenzációt jelentett a tudományos világban. A komlóiak pedig büszkén mondhatják, hogy „nekünk is van dinoszauruszunk”.
Korának meghatározásához segítséget nyújt más ősmaradványok vizsgálata. Ugyanebből a kőszenes rétegből előkerültek olyan ammonitesz fajok, melyekről tudjuk, hogy a jura földtörténeti kor elején éltek, így a lábnyomok korát is 200 millió évben lehet meghatározni.
A Komlosaurus 12–18 cm-es, három ujjból álló hátsó lábain járt, egy lépéssel kb. 60-70 centimétert tett meg. Járás közben erős farkával egyensúlyozott. Más dinoszauruszokkal összevetve nem volt óriás, de magassága elérhette akár az 1-2 métert is.
A Komlosaurus rekonstruálása egy lábnyom és némi farok-lenyomat alapján nem könnyű feladat, de a hasonló, épen maradt dinoszauruszok vizsgálata alapján és némi fantáziával többen is megkísérelték.
2018-ban az Év ősmaradványa jelöltek közé került, a Hippurites kagyló és a Tympanotonus csigákkal együtt. Végül a Komlosaurus nyert a szavazáson, így a 2019-es év Év ősmaradványa lett.